# Journaliste (manga)
Pour les articles homonymes, voir Journaliste (homonymie).
Journaliste est un manga de Masao Yajima (scénario) et de Funwari (dessins) paru en 2006 au Japon et en 2009 en France aux éditions Delcourt. Aucun autre tome n'est sorti depuis le deuxième en 2007.

## Synopsis
Mineo Mutsu travaille pour le grand quotidien japonais Maiasa Shinbun. 
Mutsu est un journaliste opiniâtre et borné. Défier les journalistes et ne pas se fier aux on-dit des conférences de presse est son credo. Selon lui « Utiliser la presse comme un simple outil de communication entrainera la mort du journalisme ».  Avec l’aide de sa fille "Sara" de 9ans et à la manière de son père, Mutsu traquera la vérité à ses risques et périls.

## Personnages
Mineo Mutsu - Personnage Principal du manga, d'abord journaliste au Maiasa Shimbun dans la branche d'Osaka. Il est ensuite muté à Tokyo.
Sara Mutsu - Fille de Mineo Mutsu et Rinko, une jeune surdouée de 9 ans qui aide son père dans son combat quotidien pour la liberté de la presse.
Rinko ... - Mère de Sara Mutsu et ex-femme de Mineo Mutsu. Rédactrice en Chef du service politique pour le Maiasa Shimbun de Tokyo.

## Tomes
Édition française de Delcourt
1. Journaliste, Delcourt, 04/2009  (ISBN 2-7560-1517-2)
2. Journaliste, Delcourt, 07/2009  (ISBN 2-7560-1668-3)